# St. Cyriakus (Staffelbach)

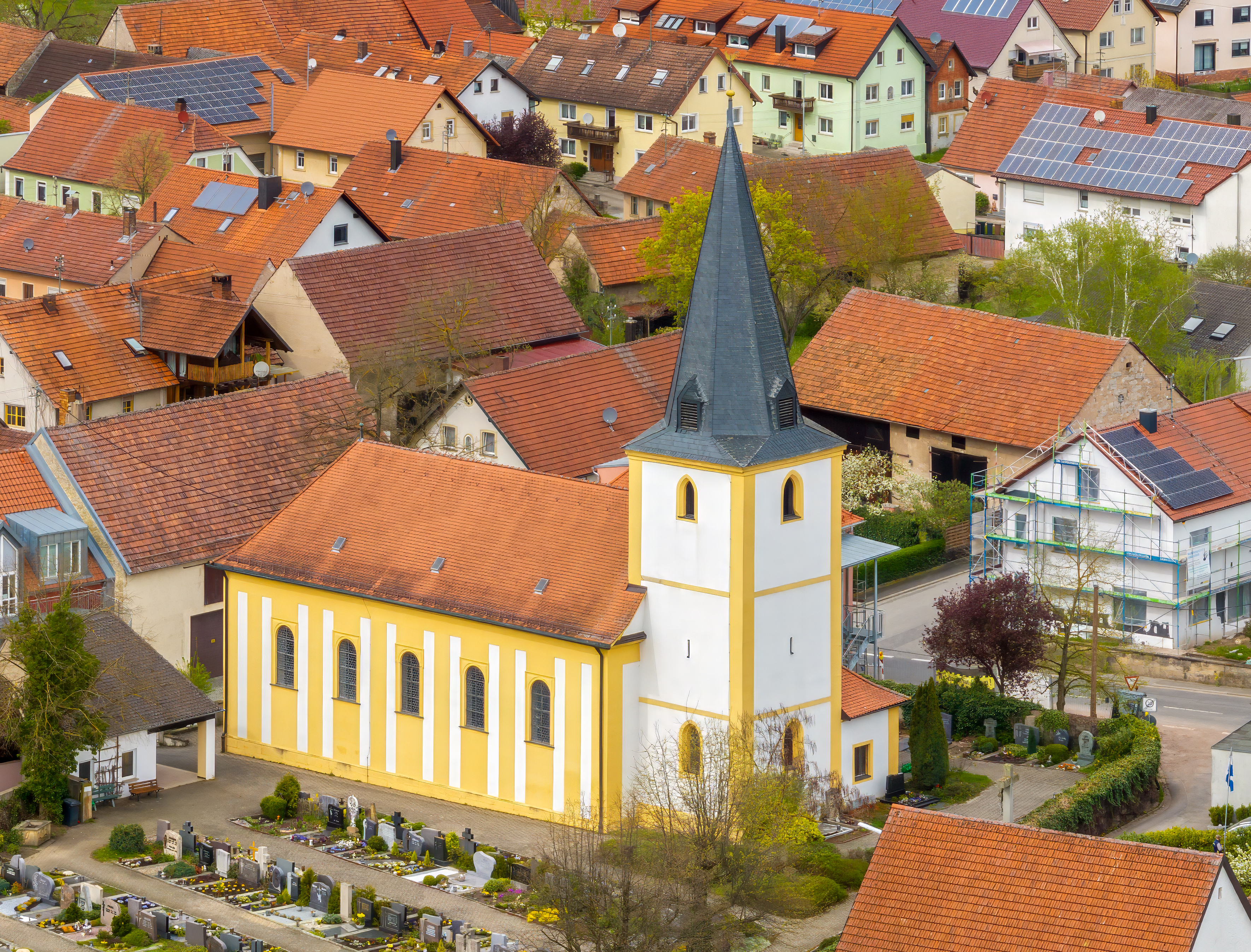
St. Cyriakus (Staffelbach)

Die römisch-katholische, denkmalgeschützte Filialkirche St. Cyriakus steht in Staffelbach, einem Gemeindeteil von Oberhaid im oberfränkischen Landkreis Bamberg (Bayern). Der gotische Chorturm stammt aus dem 14. Jahrhundert. Die Kirche gehört zum Seelsorgebereich Main-Itz im Dekanat Bamberg des Erzbistums Bamberg.

## Beschreibung

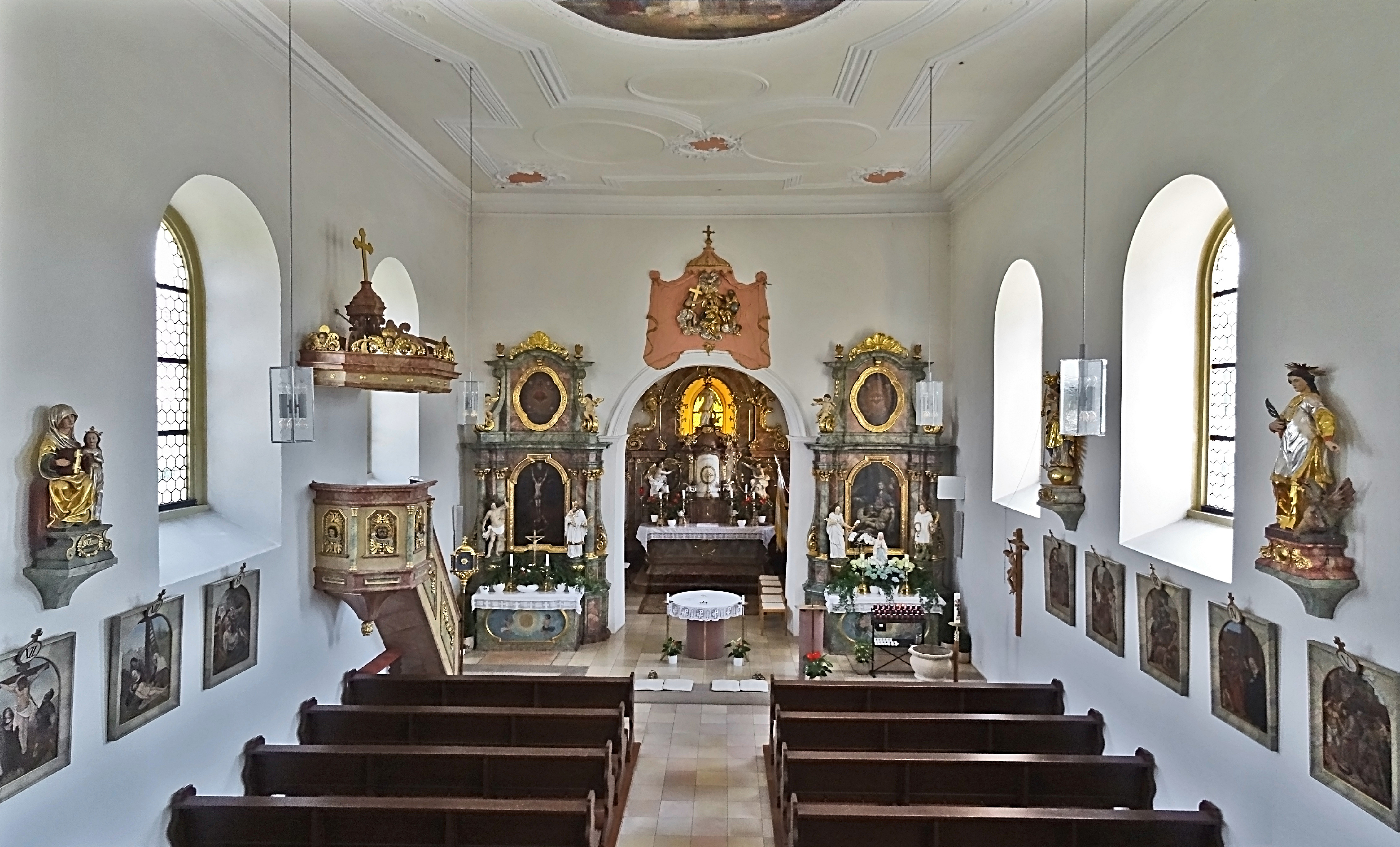
Innenraum

Die Saalkirche hat einen gotischen Chorturm, an den das Langhaus zwischen 1714 und 1716 nach Westen erweitert und barockisiert und nach Norden die Sakristei angebaut wurde. Die Wände des mit einem Satteldach bedeckten Langhauses sind mit Lisenen gegliedert, ebenso die Ecken des dreigeschossigen Chorturms. Der schiefergedeckte, achtseitige Knickhelm des Chorturms beherbergt hinter den als Dachgauben gestalteten Klangarkaden den Glockenstuhl. Der Innenraum des Chors, d. h. das Erdgeschoss des Chorturms ist mit einem Kreuzrippengewölbe überspannt, der des Langhauses mit einer Flachdecke, die 1887 mit Deckenmalereien versehen wurde, die mit Kartuschen aus Stuck gerahmt sind. Im Westen des Langhauses befindet sich eine Empore, auf der die Orgel steht, die 1883 mit 9 Registern von G. F. Steinmeyer & Co. gebaut wurde. Der von Johann Bernhard Kamm 1785 gebaute Hochaltar mit großem Tabernakel stand ursprünglich in der Katharinenkirche in Bamberg.